# Шахта «Південна»
ДП Шахта «Південна». Входить до ВО «Торецьквугілля».
Фактичний видобуток 398/269 т/добу (1990/1999). У 2003 р. видобуто 80 тис.т вугілля. Максимальна глибина 490/267 (1990/1999). Протяжність підземних виробок 37,1/28,5 км (1992/1999).
Розробляє пласти k3', h10 потужністю 0,56-0,74 м, кути падіння 14-52о. Пласти загрозливі за вибухом вугільного пилу.
Кількість очисних вибоїв 3, підготовчих 2 (1999).
В 2014 році, у з проведенням АТО на території, яка прилягає до шахти «Південна», на підприємстві було зупинено ведення підготовчих робіт та робіт по видобутку вугілля. Для того, щоб забезпечити працівників шахти адміністрацією ДП «Торецьквугілля», спільно з керівництвом шахти, було прийняте рішення провести скорочення штату працівників підприємства із дотриманням всіх соціальних норм та виплат.
Шахта «Південна» була переведена у режим водовідливу та підтримку вугільного видобутку.
У 2016 році шахта була юридично ліквідована..
Кількість працюючих: 787 чол., в тому числі підземних 523 чол. (1999).
Адреса: 85293, вул. 8 Березня, смт. Південне, м. Торецьк, Донецької обл.